# Жерпатер
Жерпатер — хутор в Александрово-Гайском районе Саратовской области России. Входит в состав Александрово-Гайского муниципального образования.

## История
Хутор основан постановлением Саратовской областной думы № 3-74 от 13 ноября 2002 года.

## Население
| 2010 | 2018 |
| ---- | ---- |
| 11   | ↘1   |